# حمام پیجاکلا
حمام پیجا کلا مربوط به دوره قاجار است و در شهرستان بابل، بخش لاله آباد، دهستان کاری پی، روستای پیجا کلا واقع شده و این اثر در تاریخ ۲۶ اسفند ۱۳۸۶ با شمارهٔ ثبت ۲۱۹۷۷ به‌عنوان یکی از آثار ملی ایران به ثبت رسیده است.